# Luca Guadagnino
Luca Guadagnino (Palermo, 10 agosto 1971) è un regista, sceneggiatore e produttore cinematografico italiano.
È principalmente noto per aver diretto le pellicole Io sono l'amore (2009), Chiamami col tuo nome (2017), Suspiria (2018), remake dell'omonimo film cult di Dario Argento, Bones and All (2022) e Challengers (2024).
Per aver diretto e prodotto il film Chiamami col tuo nome (2017), ha ricevuto il plauso dalla critica in patria e all'estero e numerosi riconoscimenti tra cui una candidatura al Premio Oscar per il miglior film, al Golden Globe per il miglior film drammatico e due ai British Academy Film Awards per il miglior regista ed il miglior film.
Nel 2022 ha vinto il Leone d'argento alla Mostra del Cinema di Venezia per la sua regia di Bones and All.

## Biografia
Nato a Palermo nel 1971 da padre italiano originario di Canicattì (in provincia di Agrigento), Gino Guadagnino, e da madre algerina cresciuta in Marocco, Alia Boutaher, fino all'età di sei anni vive in Etiopia, per poi far ritorno con la famiglia nel capoluogo siciliano, dove cresce e frequenta le scuole, conseguendo il diploma presso il locale liceo scientifico Galileo Galilei. Si è laureato in lettere presso l'Università La Sapienza di Roma con una tesi di Storia e Critica del Cinema sul regista statunitense Jonathan Demme.
Dal 1996 gira alcuni documentari e fa il suo esordio alla regia col lungometraggio The Protagonists (1999), presentato al Festival del cinema di Venezia. Nel 2002 dirige Mundo civilizado, presentato al Locarno Festival nel 2003. Il suo docufilm Cuoco contadino, del 2004, è stato presentato nuovamente al Festival di Venezia, mentre Melissa P., trasposizione del controverso best seller 100 colpi di spazzola prima di andare a dormire di Melissa Panarello, ha riscontrato ampio consenso commerciale l'anno successivo. Durante un'intervista del 2018, il regista ha rivelato che durante la post-produzione, gli venne tolto il montaggio finale. La versione del film arrivata in sala quindi non coincide con l'idea originale del regista.
Il regista ottiene un buon riscontro nel 2009 con Io sono l'amore, che ha diretto, scritto e prodotto. Presentato in varie rassegne cinematografiche (Venezia, Berlino, Sundance), il film è stato un successo di critica e di pubblico. Nel 2010 il film è stato candidato ai Golden Globe e ai BAFTA nella sezione Miglior film straniero e all'Oscar ai migliori costumi.
La sua attività di regista prosegue nel 2011 con Inconscio italiano, film-documentario presentato nuovamente a Locarno. Altro documentario è Bertolucci on Bertolucci del 2013, presentato a Venezia, al London Film Festival e alla Cinémathèque française a Parigi. Co-diretto insieme con Walter Fasano, il documentario sul regista Bernardo Bertolucci è ottenuto interamente da materiale di archivio.
Guadagnino ha prodotto anche alcuni cortometraggi, tra i quali Diarchia (2010), diretto da Ferdinando Cito Filomarino, e il lungometraggio Padroni di casa di Edoardo Gabbriellini. È stato più volte membro in giurie di festival cinematografici. Ha partecipato due volte alla giuria del Torino Film Festival: nel 2003 per la sezione Cortometraggi e nel 2006 nella Giuria Ufficiale. Nel 2010 è stato membro del Festival del Cinema di Venezia, nella giuria presieduta da Quentin Tarantino, mentre nel 2011 è stato presidente della giuria del Beirut Film Festival e in quella del Locarno Film Festival.
Nel dicembre 2011 Guadagnino fa il suo esordio come regista di opera col Falstaff di Giuseppe Verdi al Teatro Filarmonico di Verona. Sempre alla ricerca di nuovi talenti, Guadagnino ha presieduto nel 2012 la giuria del Louis Vuitton Journey Awards, una competizione internazionale per giovani cineasti. Ha anche partecipato come membro della giuria della prima edizione del Fashion Film Festival di Milano nel 2014.
Nel 2015 il suo A Bigger Splash, girato a Pantelleria, è presentato alla 72ª Mostra internazionale d'arte cinematografica di Venezia.
Nell'estate 2016 gira a Crema e nei paesi limitrofi Chiamami col tuo nome, ispirato all'omonimo romanzo di André Aciman. Il film ottiene la candidatura al Golden Globe per il miglior film drammatico 2018 e ai Premi BAFTA 2018. Ai BAFTA Guadagnino riceve anche la candidatura come miglior regista. Il 23 gennaio 2018 viene annunciato che Chiamami col tuo nome ha ottenuto 4 candidature ai premi Oscar: miglior film, miglior attore protagonista (per Timothée Chalamet), miglior canzone (di Sufjan Stevens Mystery of Love) e migliore sceneggiatura non originale (di James Ivory), vincendo quest'ultimo.

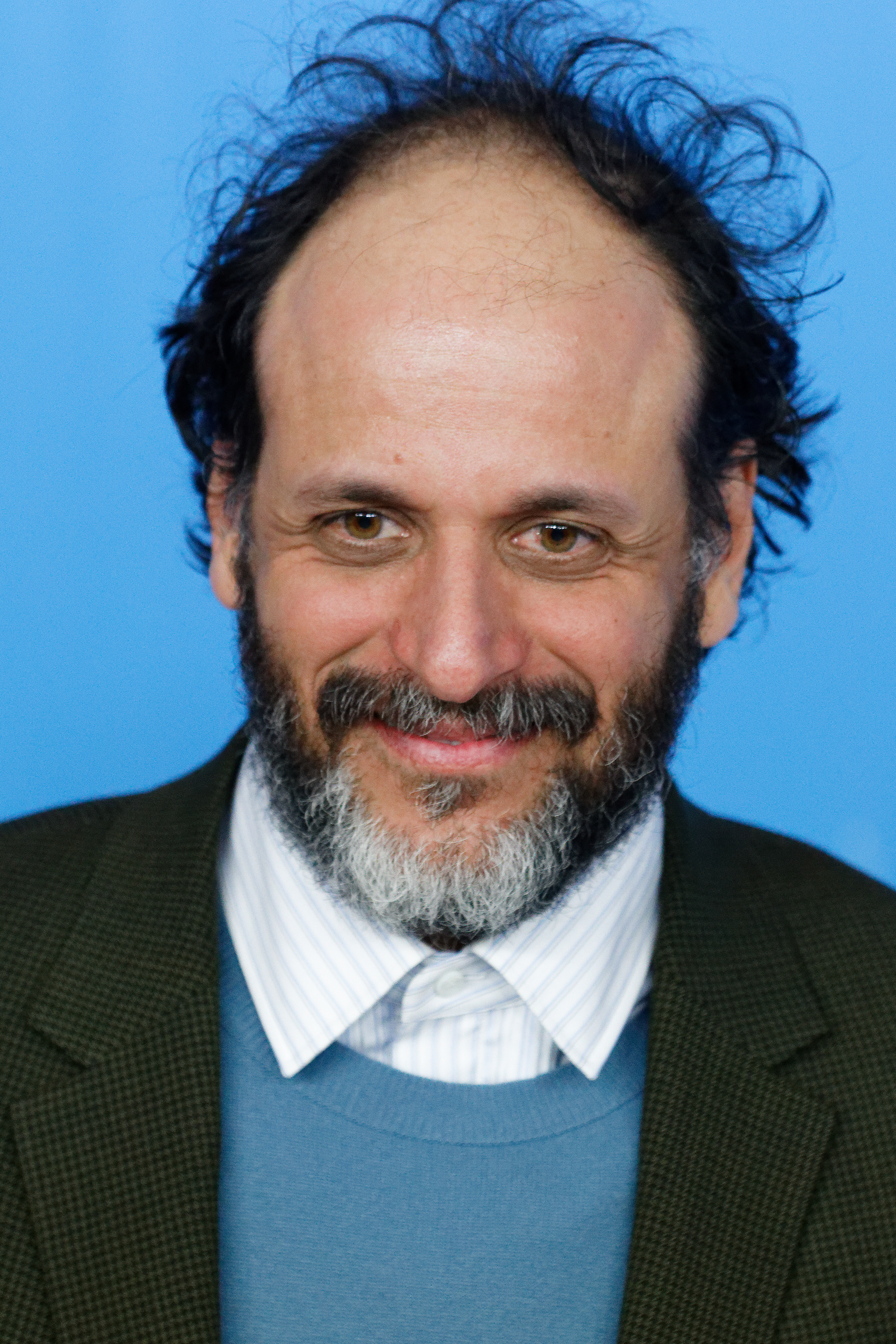
Luca Guadagnino al Festival di Berlino 2017

Nel 2018 dirige il remake del film di Dario Argento Suspiria, in uscita nelle sale italiane il 1º gennaio 2019, distribuito da Videa. Il film, le cui riprese sono iniziate nel 2016 vicino a Varese, vede nel cast la presenza di Tilda Swinton, Dakota Johnson e Chloë Grace Moretz. Dal 2019 è membro dell’Academy of Motion Picture Arts and Sciences (AMPAS). Nel 2020 realizza il cortometraggio Fiori, Fiori, Fiori!, filmato a Palermo e in Sicilia durante il lockdown nella pandemia di COVID-19, e presentato fuori concorso alla 77ª Mostra del Cinema di Venezia.
Nel 2020 realizza la miniserie We Are Who We Are, co-produzione italoamericana tra HBO e Sky Atlantic che racconta la vita di un gruppo di adolescenti nella base militare di Chioggia. La sceneggiatura è stata scritta da Paolo Giordano, Francesca Manieri e lo stesso Guadagnino che figurano anche come soggettisti. Nel cast figurano Chloë Sevigny, Jack Dylan Grazer, Alice Braga, Jordan Kristine Seamón, Spence Moore II, Scott Mescudi, Faith Alabi e Francesca Scorsese mentre Dev Hynes, Timothée Chalamet e Armie Hammer  compaiono in un cameo. Nello stesso anno il nome del regista è stato associato a vari progetti quali il nuovo adattamento de Il signore delle mosche, il secondo remake di Scarface e il nuovo adattamento seriale di Ritorno a Brideshed per BBC.
Nel 2021 ha iniziato le riprese di Bones and All, tratto dall'omonimo romanzo di Camille DeAngelis. Il film ha come protagonisti Timothée Chalamet e Taylor Russell in una storia d'amore atipica, con sfumature horror, tra due emarginati nell'America reaganiana. Per questo progetto rinnova le collaborazioni con lo sceneggiatore David Kajganich e gli attori Michael Stuhlbarg, Chloë Sevigny e Francesca Scorsese, oltre che col già citato Chalamet. Il film vale a Guadagnino il Leone d'argento per la regia alla Mostra del cinema di Venezia del 2022. Nel 2024 viene annunciata la produzione di un nuovo film di American Psycho, diretta da Guadagnino e con Austin Butler protagonista nei panni di Patrick Bateman, che eredita il ruolo interpretato da Christian Bale nel film del 2000 di Mary Harron.
Successivamente Guadagnino dirige il thriller After the Hunt, scritto da Nora Garrett e interpretato da Julia Roberts e Andrew Garfield, per Amazon MGM Studios e Imagine Entertainment. Le riprese principali sono iniziate il 6 luglio 2024 a Londra e all'Università di Cambridge. Sarà anche produttore del film d'esordio alla regia di Hailey Gates, Atropia, le cui riprese sono terminate a luglio 2023, sotto la sua compagnia Frenesy.
A febbraio 2025 viene annunciato che dirigerà la pellicola dedicata a Sgt. Rock ambientata nel DC Universe (DCU), personaggio omonimo della casa fumettistica DC Comics. Il ruolo del protagonista era stato affidato a Daniel Craig che in seguito ha abbandonato il progetto. Il 18 luglio venne annunciato che non era più coinvolto nel progetto.

## Vita privata
Ha vissuto e lavorato in un palazzo del XVII secolo nel centro di Crema, in provincia di Cremona. Dichiaratamente omosessuale, dal 2009 al 2020 è stato compagno del regista Ferdinando Cito Filomarino, regista della seconda unità di molti suoi film. Ha lasciato Crema per trasferirsi a Milano alla fine del 2018 con qualche polemica, accusato da alcuni cremaschi tra cui il giornalista Beppe Severgnini d'ingratitudine verso la città.

## Filmografia

### Regista

#### Lungometraggi
- The Protagonists (1999)
- Melissa P. (2005)
- Io sono l'amore (2009)
- A Bigger Splash (2015)
- Chiamami col tuo nome (Call Me by Your Name) (2017)
- Suspiria (2018)
- Bones and All (2022)
- Challengers (2024)
- Queer (2024)
- After the Hunt - Dopo la caccia (After the Hunt) (2025)

#### Mediometraggi
- The Staggering Girl (2019)
- O Night Divine (2021)

#### Cortometraggi
- Qui (1997)
- L'uomo risacca (2000)
- Au Revoir (2001)
- Part Deux (2007)
- Chronology (2010)
- Destinée (2012)
- Fiori, fiori, fiori! (2020)

#### Documentari
- Tilda Swinton: The Love Factory (2002)
- Mundo civilizado (2003)
- Lotus (2003)
- Arto Lindsay Perdoa a Beleza (The Love Factory Series) (2004)
- Cuoco contadino (2004)
- The Love Factory #3 Pippo Delbono - Bisogna morire (2008)
- Inconscio italiano (2011)
- Bertolucci on Bertolucci (2013)
- Salvatore - Il calzolaio dei sogni (2021)

#### Televisione
- We Are Who We Are - miniserie TV (2020)

#### Spot pubblicitari
- Destinée — Cartier (2012)
- Here — Starwood Hotels & Resorts Worldwide (2012)
- One Plus One — Giorgio Armani (2012)
- Walking Stories — Salvatore Ferragamo (2013)
- SS21 — Salvatore Ferragamo (2021)
- See You at 5 — Chanel (2024)

#### Videoclip
- Asile's World — Elisa (2000)
- Vamos a bailar (Esta vida nueva) — Paola & Chiara (2000)
- Luce (tramonti a nord est) — Elisa (2001)
- Sconvolto così — Irene Grandi (2001)
- Amo le ragazze — Francesco Boccia (2001)
- Who Said (Stuck in the UK) — Planet Funk (2002)
- Rainbow[30] [versione remix] — Elisa (2002)
- Broken — Elisa (2003)
- Il gigante[31] — Paola Turci (2004)
- Swan — Elisa (2005)
- Non mi lasciare qui[31] — Sergio Cammariere (2006)
- Tell me you love me — Sufjan Stevens (2021), con la collaborazione di Alessio Bolzoni e Celia Hempton
- Toy Boy — Colapesce & Dimartino feat. Ornella Vanoni (2021)

### Produttore

#### Lungometraggi
- Io sono l'amore (2009)
- Padroni di casa, regia di Edoardo Gabbriellini (2012)
- Antonia., regia di Ferdinando Cito Filomarino (2015)
- A Bigger Splash (2015)
- Chiamami col tuo nome (Call Me by Your Name) (2017)
- Suspiria (2018)
- Beckett, regia di Ferdinando Cito Filomarino (2021)
- Bones and All (2022)
- Enea, regia di Pietro Castellitto (2023)
- Challengers (2024)
- Diciannove, regia di Giovanni Tortorici (2024)
- Queer (2024)
- Ap'rili, regia di Dea K'ulumbegashvili (2024)
- Atropia, regia di Hailey Gates (2025)
- After the Hunt (2025)

#### Documentari
- The Love Factory #3 Pippo Delbono - Bisogna morire (2008)
- Bertolucci on Bertolucci, regia di Luca Guadagnino e Walter Fasano (2013)
- Belluscone - Una storia siciliana, regia di Franco Maresco (2014) — produttore associato
- Ombre dal fondo, regia di Paola Piacenza (2016)
- The Truffle Hunters, regia di Michael Dweck e Gregory Kershaw (2020)

#### Cortometraggi
- Rosso, regia di Redma Noses (2002)
- Delfinasia, regia di Asia Argento (2007)
- Diarchia, regia di Ferdinando Cito Filomarino (2010)
- The Meatseller, regia di Margherita Giusti (2023)

#### Spot pubblicitari
- The Switch, regia di Alessandro Bolzoni — Tod's (2012)
- Adele's Dream, regia di Marco Molinelli e Gianni Troilo — Fendi (2013)
- Walking Stories, regia di Luca Guadagnino — Salvatore Ferragamo (2013)
- A Rose Reborn, regia di Park Chan-wook — Zegna (2014)

### Sceneggiatore

#### Lungometraggi
- The Protagonists (1999)
- Melissa P. (2005)
- Io sono l'amore (2009)

#### Documentari
- Cuoco contadino (2004)
- The Love Factory #3 Pippo Delbono - Bisogna morire (2008)

#### Cortometraggi
- Au Revoir (2001)
- Chronology (2010)

## Collaborazioni
Luca Guadagnino ha la consuetudine di lavorare con alcuni attori, montatori e direttori della fotografia in modo ricorrente.
|                     | The Protagonists (1999) | Mundo civilizado (2003) | Melissa P. (2005) | Io sono l'amore (2009) | A bigger splash (2015) | Chiamami col tuo nome (2017) | Suspiria (2018) | We are who we are (2020) | Bones and all (2022) | Challengers (2024) | Queer (2024) | After The Hunt (2025) |
| ------------------- | ----------------------- | ----------------------- | ----------------- | ---------------------- | ---------------------- | ---------------------------- | --------------- | ------------------------ | -------------------- | ------------------ | ------------ | --------------------- |
| Elena Bucci         |                         |                         |                   |                        | x                      | x                            |                 |                          |                      |                    |              |                       |
| Timothée Chalamet   |                         |                         |                   |                        |                        | x                            |                 | x                        | x                    |                    |              |                       |
| Dakota Johnson      |                         |                         |                   |                        | x                      |                              | x               |                          |                      |                    |              |                       |
| Alba Rohrwacher     |                         |                         | x                 | x                      |                        |                              |                 |                          |                      |                    |              |                       |
| Fabrizia Sacchi     | x                       | x                       | x                 |                        |                        |                              | x               |                          |                      |                    |              |                       |
| Chloë Sevigny       |                         |                         |                   |                        |                        |                              |                 | x                        | x                    |                    |              | x                     |
| Michael Stuhlbarg   |                         |                         |                   |                        |                        | x                            |                 |                          | x                    |                    |              | x                     |
| Tilda Swinton       | x                       |                         |                   | x                      | x                      |                              | x               |                          |                      |                    |              |                       |
| Walter Fasano       | x                       | x                       | x                 | x                      | x                      | x                            | x               |                          |                      |                    |              |                       |
| Sayomphu Mukdiphrom |                         |                         |                   |                        |                        | x                            | x               |                          |                      | x                  | x            | x                     |
| Marco Costa         |                         |                         |                   |                        |                        |                              |                 | x                        | x                    | x                  | x            | x                     |

## Riconoscimenti
- Premio Oscar
  - 2018 – Candidatura miglior film per Chiamami col tuo nome
- Golden Globe
  - 2011 – Candidatura miglior film straniero per Io sono l'amore
  - 2018 – Candidatura miglior film drammatico per Chiamami col tuo nome
- Premio BAFTA
  - 2011 – Candidatura miglior film non in lingua inglese per Io sono l'amore
  - 2018 – Candidatura miglior film per Chiamami col tuo nome
  - 2018 – Candidatura miglior regista per Chiamami col tuo nome
- David di Donatello
  - 2019 – Candidatura miglior film per Chiamami col tuo nome
  - 2019 – Candidatura miglior regista per Chiamami col tuo nome
  - 2019 – Migliore sceneggiatura non originale per Chiamami col tuo nome
  - 2019 – Candidatura miglior produttore per Chiamami col tuo nome
  - 2019 – Candidatura David giovani per Chiamami col tuo nome
  - 2023 – Candidatura al miglior film straniero per Bones and All
- Independent Spirit Awards
  - 2018 – Candidatura miglior film per Chiamami col tuo nome
  - 2018 – Candidatura miglior regista per Chiamami col tuo nome
  - 2020 – Premio Robert Altman per Suspiria
  - 2022 – Candidatura miglior film per Bones and All

- Mostra del Cinema di Venezia
  - 2015 – In concorso per il Leone d'oro al miglior film con A Bigger Splash
  - 2018 – In concorso per il Leone d'oro al miglior film con Suspiria
  - 2022 – In concorso per il Leone d'oro al miglior film con Bones and All
  - 2022 – Leone d'argento - Premio speciale per la regia per Bones and All
  - 2024 – In concorso per il Leone d'oro al miglior film con Queer

- Nastro d'argento
  - 2010 – Candidatura al miglior soggetto per Io sono l'amore
  - 2018 – Candidatura al miglior film per Chiamami col tuo nome
  - 2018 – Candidatura al miglior regista per Chiamami col tuo nome
  - 2023 - Candidatura al miglior regista per Bones and All
  - 2024 - Candidatura al miglior regista per Challengers
- Satellite Awards
  - 2010 – Candidatura miglior film straniero per Io sono l'amore
  - 2018 – Candidatura miglior film per Chiamami col tuo nome